# Waldstetten (Höpfingen)

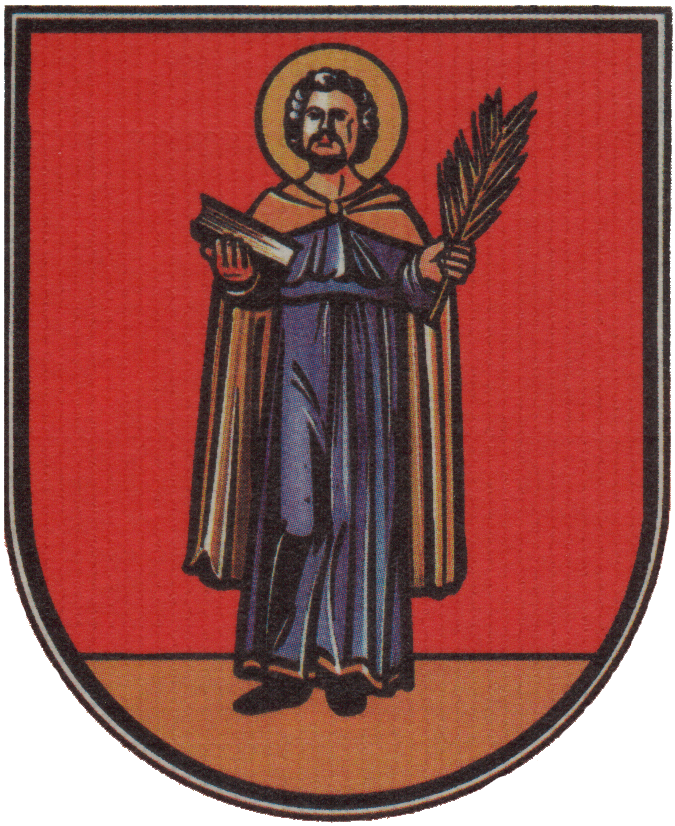
Ehemaliges Gemeindewappen

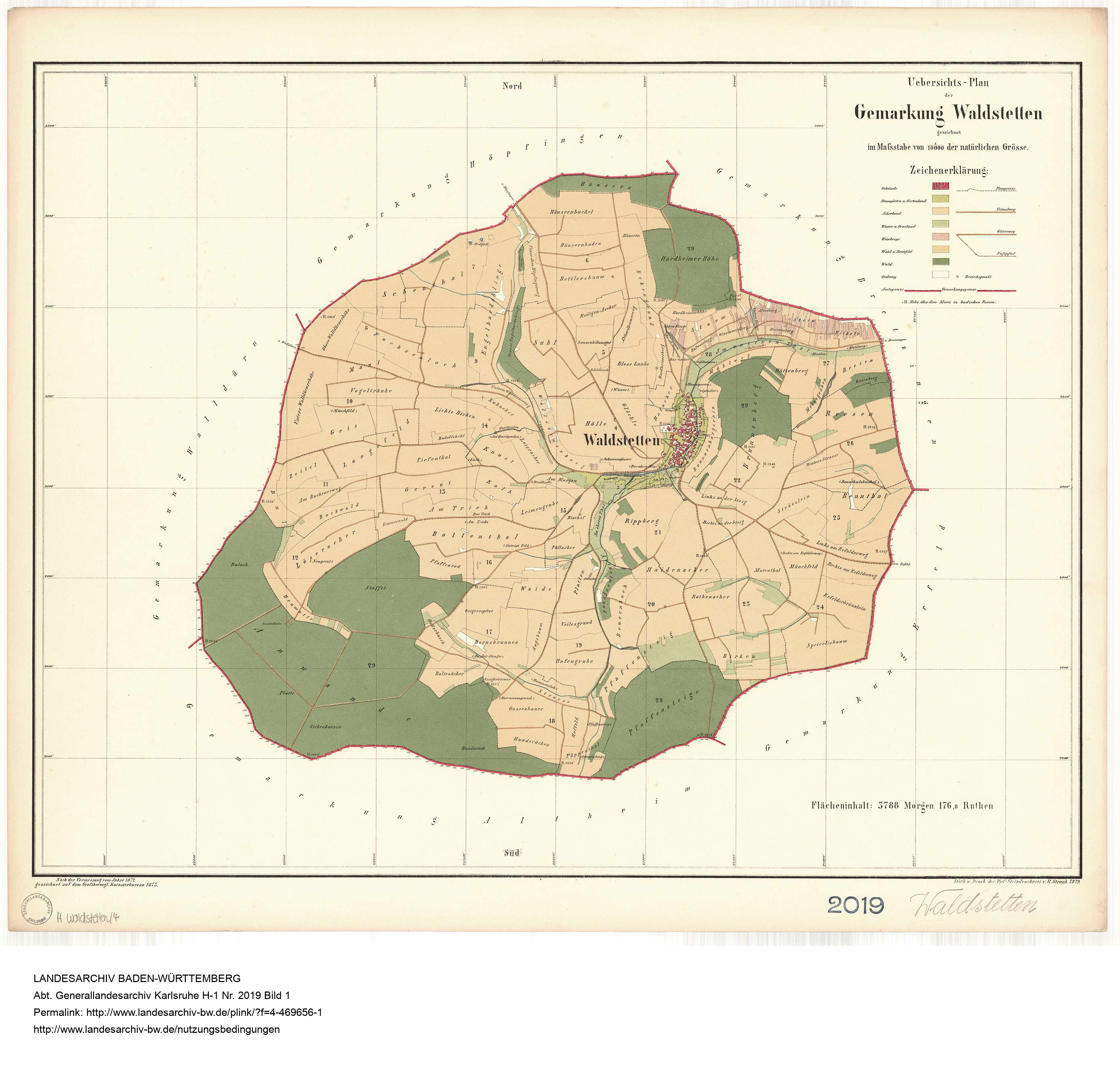
Gemarkungsplan von 1873

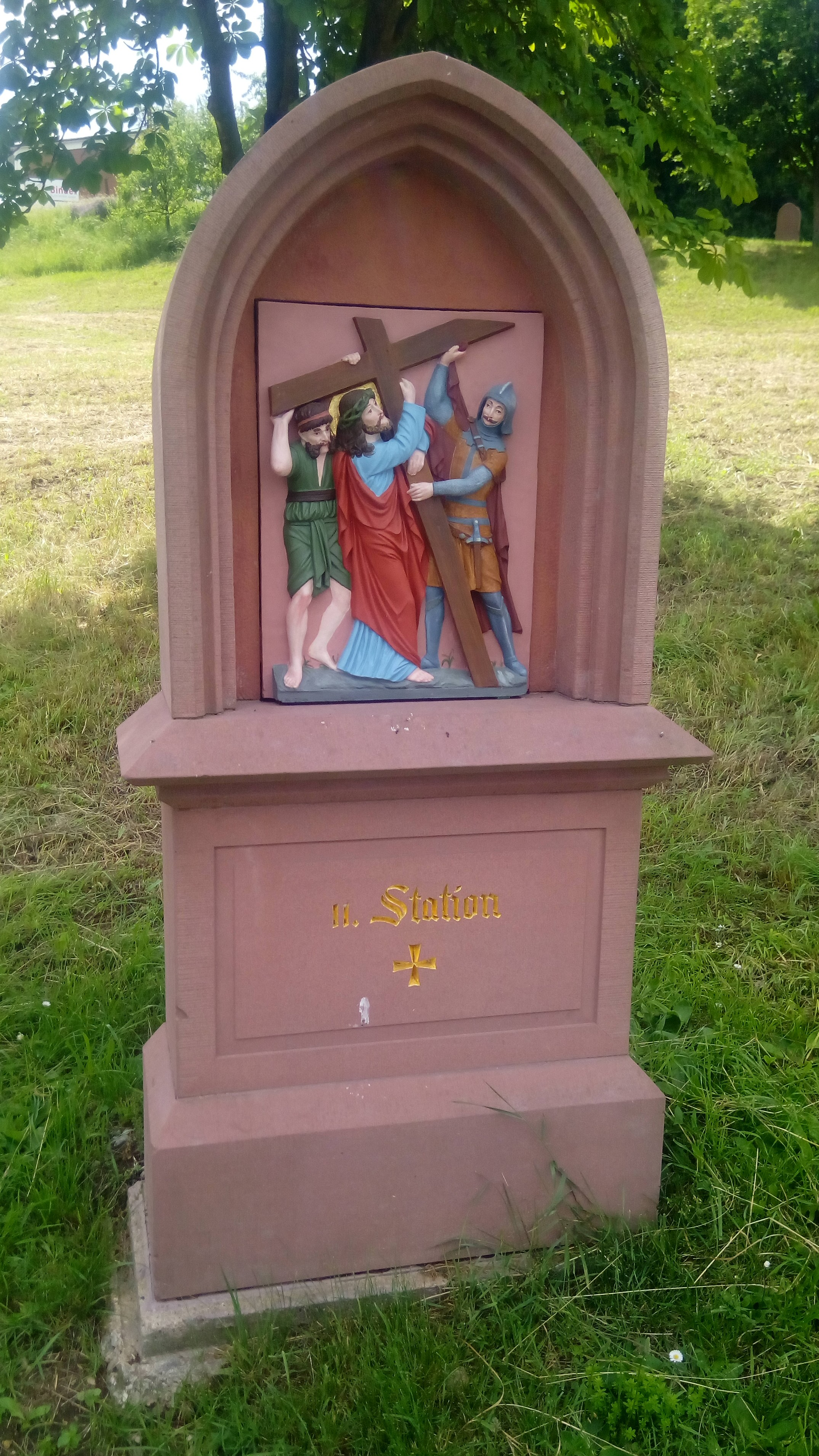
2. Station des Kreuzweges.

Waldstetten ist ein Ortsteil von Höpfingen in Neckar-Odenwald-Kreis in Baden-Württemberg.

## Geographische Lage
Waldstetten liegt im Bauland etwa vier Kilometer südlich von Höpfingen im tief eingeschnittenen Tal des Waldstetter Bachs, durch das die L577 verläuft. Vor dem Dorf vereinigen sich der Altheimer Grundgraben mit der Engelhardsklinge zum Hohlgraben der verdolt durch den Ort fließt und dann Waldstetter Bach genannt wird. Die Verdolung wieder verlassend fließt der Waldstetter Bach nach Osten Richtung Bretzingen ab um außerhalb der Gemarkung in die Erf zu münden. Waldstetten ist mit Höpfingen über eine Gemeindeverbindungsstraße verbunden. Neben dem eigentlichen Dorf Waldstetten liegt der Aussiedlerweiler Fuchsenloch auf der Gemarkung.

## Geschichte
Erstmals urkundlich erwähnt wurde der Ort um 1100 als Stetin, 1505 als Waldsteten. Er gilt als Ausbauort, vermutlich aus der Karolingerzeit, auf Grundbesitz des Klosters Amorbach und zählte zur Zent Walldürn. Die Ortsherrschaft teilten sich das Hochstift Würzburg und die reichsritterschaftliche Familie Rüdt von Collenberg. Letztere ließen beim Ort eine Burg errichten, von der aber nichts mehr vorhanden ist.
Am Ende des Heiligen Römischen Reiches zählte Waldstetten mit seinem würzburgischen Teil zum Amt Hardheim, dem reichsritterschaftlichen zum Ritterkanton Odenwald. Mit dem Inkrafttreten des Reichsdeputationshauptschlusses 1803 fiel der kirchliche Teil an das Fürstentum Leiningen. Nachdem 1806 sowohl dieses als auch die Reichsritterschaft durch die Rheinbundakte mediatisiert worden war, kam Waldstetten zum Großherzogtum Baden. 1971 wurde Waldstetten nach Höpfingen eingemeindet.

## Verwaltungszugehörigkeit
Nach 1806 blieb die Zugehörigkeit zu den neu errichteten badischen Ämtern aufgrund der besonderen Rechtsverhältnisse zunächst getrennt. Erst 1813 wurden beide Teile unter dem Bezirksamt Walldürn vereinigt. Bei dessen Auflösung 1872 wurde Waldstetten dem Bezirksamt Wertheim zugesprochen, aber bereits 1879 zum Bezirksamt Buchen umgesetzt. Mit diesem kam es 1939 zum Landkreis Buchen, seit der Kreisreform 1973 zählt der Ort zum Neckar-Odenwald-Kreis.

## Sehenswürdigkeiten
Waldstetten gilt als beliebter Ausgangsort für Wanderungen in die ruhige Umgebung. Die barocke St.-Justinus-Kirche von 1710 ist als Kulturdenkmal ausgewiesen. Im Ort gibt es ein Veranstaltungszentrum der katholischen Schönstattbewegung mit einem Ferienheim. Rund um das Dorf verläuft ein Kreuzweg.

## In Waldstetten geboren
- Thomas Nörber, 1846–1920, ab 1898 Erzbischof von Freiburg.